# Krajinsko slikarstvo
Krajinsko slikarstvo, znano tudi kot krajinska umetnost, je upodabljanje naravnih pokrajin, kot so gore, doline, reke, drevesa in gozdovi, zlasti kjer je glavni motiv širok pogled – z elementi, razporejenimi v koherentno kompozicijo. V drugih delih so lahko krajinska ozadja za figure še vedno pomemben del dela. Nebo je skoraj vedno vključeno v pogled, vreme pa je pogosto element kompozicije. Podrobne krajine kot ločen motiv niso prisotne v vseh umetniških tradicijah in se razvijejo, ko že obstaja prefinjena tradicija predstavljanja drugih motivov.
Dve glavni tradiciji izvirata iz zahodnega slikarstva in kitajske umetnosti, ki v obeh primerih segata več kot tisoč let nazaj. Prepoznavanje duhovnega elementa v krajinski umetnosti je prisotno že od njenih začetkov v vzhodnoazijski umetnosti, ki črpa iz daoizma in drugih filozofskih tradicij, na Zahodu pa postane eksplicitno šele z romantiko.
Pokrajinski pogledi v umetnosti so lahko povsem namišljeni ali kopirani iz resničnosti z različnimi stopnjami natančnosti. Če je glavni namen slike prikazati dejanski, določen kraj, zlasti vključno z vidnimi stavbami, se imenuje topografski pogled. Takšni prizori, ki so na Zahodu izjemno pogosti kot grafika, se pogosto dojemajo kot manjvredni umetniškim krajinskim slikam, čeprav razlika ni vedno smiselna; podobni predsodki so obstajali tudi v kitajski umetnosti, kjer so literati slikali običajno namišljene prizore, medtem ko so profesionalni umetniki slikali resnične.
Urbani krajini sta veduta in panorama (mest, trgov ali ulic), medtem ko v primerih osredotočenja na en sam objekt pravimo temu portret arhitekture.
Krajinske slike lahko vključujejo urbane elemente (pri neurbanih) in človeške figure, vendar te igrajo podrejeno vlogo. Med krajinami, ki največkrat vključujejo urbane elemente so marine, kjer so po navadi prikazani tudi deli pristanišča ali ladje na morju. 
Glede na način predstavitve, oziroma umetnikov odnos do stvari delimo krajino na realistično in idealistično, seveda pa obstaja ogromno slik, ki nihajo med tema dvema poloma. Najbolj uveljavljena idealna krajina je tako imenovana arkadijska krajina. 

## Zgodovina
Najzgodnejše oblike umetnosti po svetu prikazujejo le malo tega, kar bi lahko resnično imenovali krajina, čeprav so vključene talne črte in včasih namigi na gore, drevesa ali druge naravne značilnosti. Najzgodnejše "čiste pokrajine" brez človeških figur so freske iz minojske umetnosti iz okoli leta 1500 pr. n. št.
Lovski prizori, zlasti tisti, ki so postavljeni v zaprto veduto trstičja delte Nila iz Starega Egipta, lahko dajo močan občutek prostora, vendar je poudarek na posameznih rastlinskih oblikah ter človeških in živalskih figurah, ne pa na celotni krajinski postavitvi. Freske iz Nebamonove grobnice, ki je zdaj v Britanskem muzeju (okoli 1350 pr. n. št.), so znan primer.
Za koherenten prikaz celotne pokrajine je potreben grob sistem perspektive ali skaliranja za razdaljo, in glede na literarne dokaze se zdi, da je bil ta prvič razvit v antični Grčiji v helenističnem obdobju, čeprav se ni ohranil noben primer v velikem merilu. Več starodavnih rimskih krajin se je ohranilo od 1. stoletja pr. n. št. naprej, zlasti freske krajin, ki krasijo sobe in so se ohranile na arheoloških najdiščih v Pompejih, Herkulaneju in drugod, ter mozaiki, pa tudi po opisih antičnih piscev. Grška umetnost je dodobra razvila iluzionistično krajino z zelo uspešnim perspektivičnim poglabljanjem prostora. To zvrst slikarstva so gojili tudi v Rimu, ohranilo in razvilo pa jo je bizantinsko slikarstvo.
Krajina v vlogi ozadja se z izjemo italijanskega polotoka ni ohranila v nepretrgani tradiciji, ampak jo je ponovno uveljavila šele karolinška renesansa.
Kitajska tradicija slikanja s črnilom šan šui (»gora-voda«) ali »čista« pokrajina, v kateri je edini znak človeškega življenja običajno modrec ali bežen pogled na njegovo kočo, uporablja prefinjena krajinska ozadja za upodabljanje motivov, krajinska umetnost tega obdobja pa ohranja klasičen in pogosto posneman status znotraj kitajske tradicije.
Tako rimska kot kitajska tradicija običajno prikazujeta velike panorame namišljenih pokrajin, običajno podprte z vrsto spektakularnih gora – na Kitajskem pogosto s slapovi, v Rimu pa pogosto z morjem, jezeri ali rekami. Te so se pogosto uporabljale, kot v prikazanem primeru, za premostitev vrzeli med prizorom v ospredju s figurami in oddaljenim panoramskim razgledom, kar je bila stalna težava za krajinske umetnike. Kitajski slog je običajno prikazoval le oddaljen pogled ali pa je uporabljal mrtvo zemljo ali meglo, da bi se izognil tej težavi.
Glavna razlika med krajinskim slikarstvom na Zahodu in Vzhodni Aziji je bila v tem, da je na Zahodu do 19. stoletja zasedalo nizko mesto v sprejeti hierarhiji žanrov, medtem ko je bilo v Vzhodni Aziji klasično kitajsko slikanje s črnilom v gorah in vodi tradicionalno najprestižnejša oblika vizualne umetnosti. Estetske teorije v obeh regijah so najvišji status dajale delom, za katera so menili, da od umetnika zahtevajo največ domišljije. Na Zahodu je bilo to zgodovinsko slikarstvo, v Vzhodni Aziji pa namišljena pokrajina, kjer so bili znani umetniki, vsaj teoretično, amaterski literati, vključno z več cesarji Kitajske in Japonske. Pogosto so bili tudi pesniki, katerih verzi in podobe so se medsebojno ilustrirali.
Vendar pa je na Zahodu zgodovinsko slikarstvo po potrebi zahtevalo obsežno krajinsko ozadje, zato teorija ni povsem delovala proti razvoju krajinskega slikarstva – več stoletij so se pokrajine redno uveljavljale v statusu zgodovinskega slikarstva z dodajanjem majhnih figur, ki so ustvarjale narativni prizor, običajno religiozen ali mitološki.

### Zahodna tradicija

#### Srednji vek
V zgodnji zahodni srednjeveški umetnosti zanimanje za krajino skoraj v celoti izgine in se ohrani le v kopijah poznoantičnih del, kot je Utrechtski psalter; zadnja predelava tega vira v zgodnji gotski različici reducira prej obsežne krajine na nekaj dreves, ki zapolnjujejo vrzeli v kompoziciji, brez občutka celotnega prostora. Oživitev zanimanja za naravo se je sprva kazala predvsem v upodobitvah majhnih vrtov, kot sta Hortus Conclusus ali tisti v millefleur tapiserijah. Freske figur pri delu ali igri pred ozadjem gostih dreves v Papeški palači v Avignonu so verjetno edinstven ostanek tega, kar je bila pogosta tema. Več fresk vrtov se je ohranilo iz rimskih hiš, kot je Livijina vila.
V 14. stoletju so Giotto di Bondone in njegovi privrženci začeli v svojem delu priznavati naravo in vse bolj uvajali elemente krajine kot ozadje za dogajanje figur v svojih slikah. V začetku 15. stoletja se je krajinsko slikarstvo v Evropi uveljavilo kot žanr, kot prizorišče človeške dejavnosti, pogosto izražene v verski tematiki, kot so teme Počitka na begu v Egipt, Potovanja modrecev ali Svetega Hieronima v puščavi. Razkošni iluminirani rokopisi so bili zelo pomembni v zgodnjem razvoju krajinskega slikarstva, zlasti serije Delo mesecev, kot so tiste v Très Riches Heures du Duc de Berry, ki so običajno prikazovale majhne žanrske figure v vse večjih krajinskih okoljih. Poseben napredek se kaže v manj znanih Torino-Milanskih urah, ki jih je danes večinoma uničil požar, katerih razvoj se je odražal v zgodnjem nizozemskem slikarstvu do konca stoletja. Umetnik, znan kot Hand G, verjetno eden od bratov Van Eyck, je bil še posebej uspešen pri reprodukciji svetlobnih učinkov in v naravnem napredovanju od ospredja do oddaljenega pogleda. To je bilo nekaj, kar so drugi umetniki imeli težave stoletje ali več, pogosto pa so težavo rešili tako, da so krajinsko ozadje prikazali čez parapet ali okensko polico, kot da bi bilo z znatne višine.

#### Renesansa
Krajinska ozadja za različne vrste slikarstva so v 15. stoletju postajala vse bolj izrazita in spretna. Obdobje okoli konca 15. stoletja je bilo priča čistim krajinskim risbam in akvarelom Leonarda da Vincija, Albrechta Dürerja, Fra Bartolomeja in drugih, vendar so čiste krajinske motive v slikarstvu in grafiki, še vedno majhne, prvi ustvarili Albrecht Altdorfer in drugi iz nemške donavske šole v začetku 16. stoletja. Vendar pa so zunanje strani kril triptiha Gerarda Davida, datiranega v okoli 1510–1515, najstarejše iz Nizozemske in morda tudi iz Evrope. Hkrati je Joachim Patinir na Nizozemskem razvil svetovno krajino, slog panoramske krajine z majhnimi figurami in uporabo visokega zračnega zornega kota, ki je ostal vpliven stoletje, uporabljal in izpopolnil pa ga je Pieter Bruegel starejši. Prvi čisti pejsaž, Donavska krajina pri Regensburgu, Albrechta Altdorferja je nastala šele leta 1520. V drugi polovici 16. stoletja se je krajina naglo razvijala in dosegla enega od vrhuncev v delih Pietra Bruegla starejšega. Italijanski razvoj temeljitega sistema grafične perspektive je bil zdaj znan po vsej Evropi, kar je omogočilo zelo učinkovito slikanje velikih in kompleksnih prizorov.
Pokrajine so bile idealizirane, večinoma so odražale pastoralni ideal, ki ga je črpal iz klasične poezije, ki sta ga prva v celoti izrazila Giorgione in mladi Tizian, in so ostale povezane predvsem z gričevnato gozdnato italijansko pokrajino, ki so jo upodabljali umetniki iz severne Evrope, ki še nikoli niso obiskali Italije, tako kot so literati, ki so živeli v preprostih krajih na Kitajskem in Japonskem, slikali vrtoglave gore. Čeprav so mlade umetnike pogosto spodbujali k obisku Italije, da bi doživeli italijansko svetlobo, so se mnogi severnoevropski umetniki lahko preživljali s prodajo italijanskih pokrajin, ne da bi se sploh potrudili, da bi se odpravili na potovanje. Dejansko so bili nekateri slogi tako priljubljeni, da so postali formule, ki jih je bilo mogoče vedno znova kopirati.
Objava dveh serij skupno 48 grafik (Male krajine) v Antwerpnu leta 1559 in 1561 po risbah anonimnega umetnika, imenovanega Mojster malih krajin, je nakazovala premik od namišljenih, oddaljenih krajin z religiozno vsebino svetovne krajine k bližnjim upodobitvam v višini oči prepoznavnih podeželskih posestev in vasi, naseljenih s figurami, ki se ukvarjajo z vsakodnevnimi dejavnostmi. Z opustitvijo panoramskega pogleda na svetovno krajino in osredotočanjem na skromno, podeželsko in celo topografsko so Male krajine postavile temelje za nizozemsko krajinsko slikarstvo v 17. stoletju. Po objavi Malih krajin so krajinski umetniki v Nizozemski bodisi nadaljevali s svetovno krajino bodisi sledili novemu načinu, ki so ga predstavile Male krajine.
- Pieter Bruegel starejši, Žetev, 1565: Mir in kmetijstvo v predromantični idealni krajini
- Albrecht Altdorfer (ok. 1480–1538), Donavska pokrajina blizu Regensburga, ok. 1528, ena najzgodnejših zahodnih čistih pokrajin, iz Donavske šole v južni Nemčiji
- Pieter Bruegel starejši, Ikarjev padec
- Konrad Witz, Čudežni ulov rib

#### 17. in 18. stoletje
Priljubljenost eksotičnih krajinskih prizorov je razvidna iz uspeha slikarja Fransa Posta, ki je preostanek svojega življenja slikal brazilske pokrajine po potovanju tja v letih 1636–1644. Drugi slikarji, ki niso nikoli prečkali Alp, so lahko zaslužili s prodajo pokrajin Porenja, drugi pa z ustvarjanjem fantazijskih prizorov za določeno naročilo, kot je na primer Pogled na Smeerenburg Cornelisa de Mana iz leta 1639.
Razvile so se kompozicijske formule z elementi, kot je repoussoir (francosko: [ʁəpuswaʁ], potiskanje nazaj), ki še vedno vplivajo na sodobno fotografijo in slikarstvo, zlasti pri Poussinu in Claudu Lorrainu, oba francoska umetnika, ki sta živela v Rimu 17. stoletja in slikala predvsem klasične motive ali biblijske prizore, postavljene v iste pokrajine. Za razliko od svojih nizozemskih sodobnikov so italijanski in francoski krajinski umetniki najpogosteje želeli ohraniti svojo uvrstitev znotraj hierarhije žanrov kot zgodovinsko slikarstvo, tako da so vključili majhne figure, ki so predstavljale prizor iz klasične mitologije ali Biblije. Salvator Rosa je svojim pokrajinam dodal slikovito vznemirjenje s prikazom divje južnoitalijanske pokrajine, pogosto naseljene z banditi.
Nizozemsko slikarstvo zlate dobe 17. stoletja je bilo priča dramatičnemu porastu krajinskega slikarstva, v katerem so se specializirali številni umetniki, in razvoju izjemno subtilnih realističnih tehnik za upodabljanje svetlobe in vremena. Obstajajo različni slogi in obdobja ter podžanri morskega in živalskega slikarstva, pa tudi poseben slog italijanske krajine. Večina nizozemskih krajin je bila relativno majhnih, toda krajine v flamskem baročnem slikarstvu, ki so bile še vedno običajno naseljene, so bile pogosto zelo velike, predvsem v seriji del, ki jih je Peter Paul Rubens slikal za svoje hiše. Priljubljene so bile tudi krajinske grafike, pri čemer so Rembrandtova in eksperimentalna dela Herkula Seghersa običajno veljala za najboljša.
Nizozemci so po navadi ustvarjali manjše slike za manjše hiše. Nekatere nizozemske krajinske posebnosti, omenjene v popisih obdobja, vključujejo Batalje ali bojni prizor; Maneschijntje ali prizor v mesečini; Bosjes ali gozdni prizori; Boederijtje ali kmečki prizor in Dorpje ali vaški prizor. Čeprav takrat še ni bila poimenovana kot poseben žanr, je priljubljenost rimskih ruševin navdihnila številne nizozemske krajinske slikarje tistega obdobja, da so slikali ruševine svoje regije, kot so samostani in cerkve, porušene po Beeldenstormu.
Jacob van Ruisdael velja za najbolj vsestranskega med vsemi nizozemskimi krajinskimi slikarji zlate dobe. Priljubljenost krajin na Nizozemskem je bila deloma odraz dejanskega izginotja religioznega slikarstva v kalvinistični družbi, upad religioznega slikarstva v 18. in 19. stoletju po vsej Evropi pa je v kombinaciji z romantiko krajinam dal veliko večje in prestižnejše mesto v umetnosti 19. stoletja, kot so si jih predstavljale prej.
V Angliji so bile krajine sprva večinoma ozadje portretov, običajno so namigovale na parke ali posestva posestnikov, čeprav so jih večinoma slikali v Londonu umetniki, ki še nikoli niso obiskali valovitih površin svojega portretiranca. Angleško tradicijo so ustanovili Anthonis van Dyck in drugi večinoma flamski umetniki, ki so delovali v Angliji, toda v 18. stoletju so bila dela Clauda Lorraina skrbno zbrana in so vplivala ne le na slike krajin, temveč tudi na angleške krajinske vrtove Capabilityja Browna in drugih.
V 18. stoletju je akvarelno slikarstvo, večinoma krajin, postalo angleška specialnost, saj je obstajal tako živahen trg za profesionalna dela kot tudi veliko število amaterskih slikarjev, mnogi so sledili priljubljenim sistemom iz knjig Alexandra Cozensa in drugih. Do začetka 19. stoletja so bili angleški umetniki z najvišjim sodobnim ugledom večinoma predani krajinski slikarji, ki so prikazovali širok spekter romantičnih interpretacij angleške krajine, ki jih najdemo v delih Johna Constablea, J. M. W. Turnerja in Samuela Palmerja. Vendar so se vsi ti težko uveljavili na trgu sodobne umetnosti, ki je še vedno dajal prednost zgodovinskim slikam in portretom.
V Evropi je bilo, kot je dejal John Ruskin in potrdil Sir Kenneth Clark, krajinsko slikarstvo »glavna umetniška stvaritev 19. stoletja« in »prevladujoča umetnost«, zaradi česar so ljudje v naslednjem obdobju »sklonili domnevati, da je cenjenje naravnih lepot in slikanje krajine normalen in trajen del naše duhovne dejavnosti«. V Clarkovi analizi so bili osnovni evropski načini pretvorbe kompleksnosti krajine v idejo štirje temeljni pristopi: sprejemanje opisnih simbolov, radovednost o dejstvih narave, ustvarjanje fantazije za omilitev globoko zakoreninjenih strahov pred naravo in vera v zlato dobo harmonije in reda, ki jo je mogoče ponovno vzpostaviti.
18. stoletje je bilo tudi velika doba za topografski tisk, ki je bolj ali manj natančno upodabljal resničen pogled na način, kot ga je krajinsko slikarstvo le redko. Sprva so bili ti večinoma osredotočeni na stavbo, vendar so skozi stoletje z rastjo romantičnega gibanja čiste krajine postale bolj pogoste. Topografski odtis, pogosto namenjen uokvirjanju in obešanju na steno, je ostal zelo priljubljen medij v 20. stoletju, vendar je bil pogosto uvrščen med nižje umetniške oblike kot namišljena krajina.
Pokrajine v akvarelu na papirju so postale posebna specialnost, predvsem v Angliji, kjer se je razvila posebna tradicija nadarjenih umetnikov, ki so slikali le ali skoraj v celoti krajinske akvarele, kar se v drugih državah ni zgodilo. To so bili zelo pogosto resnični prizori, čeprav so bile včasih kompozicije prilagojene za umetniški učinek. Slike so se prodajale relativno poceni, vendar jih je bilo veliko hitreje natisniti. Ti profesionalci so lahko povečali svoj dohodek z usposabljanjem "armad amaterjev", ki so prav tako slikali.
Med vodilnimi umetniki so bili John Robert Cozens, Francis Towne, Thomas Girtin, Michael Angelo Rooker, William Pars, Thomas Hearne in John Warwick Smith, vsi v poznem 18. stoletju, ter John Glover, Joseph Mallord William Turner, John Varley, John Sell Cotman, Anthony Copley Fielding in Samuel Palmer v začetku 19. stoletja.
- Albrecht Altdorfer, Donavska krajina pri Regensburgu
- Giuseppe Zola: Krajina s pastirjem in čredo (18. stoletje)
- Anton Karinger: Triglav iz Bohinja (19. stoletje)

### 19. in 20. stoletje
Romantično gibanje je okrepilo obstoječe zanimanje za krajinsko umetnost, oddaljene in divje pokrajine, ki so bile ponavljajoči se element v zgodnejši krajinski umetnosti, pa so postale bolj izrazite. Nemec Caspar David Friedrich je imel značilen slog, na katerega je vplivala njegova danska izobrazba, kjer se je razvil izrazit nacionalni slog, ki je črpal iz nizozemskega zgleda iz 17. stoletja. Temu je dodal še kvazi-mistično romantiko. Francoski slikarji so krajinsko slikarstvo razvijali počasneje, toda od približno 1830-ih let so Jean-Baptiste-Camille Corot in drugi slikarji Barbizonske šole vzpostavili francosko krajinsko tradicijo, ki je postala najvplivnejša v Evropi za stoletje, impresionisti in postimpresionisti pa so krajinsko slikarstvo prvič postavili za glavni vir splošnih slogovnih inovacij v vseh vrstah slikarstva.
Nacionalizem novih Združenih provinc je bil dejavnik priljubljenosti nizozemskega krajinskega slikarstva v 17. stoletju in v 19. stoletju, ko so drugi narodi poskušali razviti posebne nacionalne slikarske šole, je poskus izražanja posebne narave pokrajine domovine postal splošna težnja. V Rusiji, tako kot v Ameriki, je bila velikanska velikost slik sama po sebi nacionalistična izjava. Na Poljskem so bili glavni predstavniki krajinskega slikarstva v drugi polovici 19. stoletja Maksymilian Gierymski, Józef Chełmoński in Stanisław Masłowski.
V Španiji je bil glavni promotor žanra v Belgiji rojeni slikar Carlos de Haes, eden najaktivnejših profesorjev krajinskega slikarstva na Akademiji likovnih umetnosti San Fernando v Madridu od leta 1857. Po študiju pri velikih flamskih mojstrih krajinskega slikarstva je razvil svojo tehniko slikanja na prostem. Po vrnitvi v Španijo je Haes vzel svoje učence s seboj na slikanje na podeželje; pod njegovim vodstvom so se »slikarji razmnožili in izkoristili novi železniški sistem za raziskovanje najbolj oddaljenih kotičkov narodne topografije«.
V Združenih državah Amerike je šola reke Hudson, ki je bila pomembna od sredine do konca 19. stoletja, verjetno najbolj znan domači razvoj krajinske umetnosti. Ti slikarji so ustvarili dela ogromnega obsega, ki so poskušala ujeti epski obseg pokrajin, ki so jih navdihnile. Delo Thomasa Colea, splošno priznanega ustanovitelja šole, ima veliko skupnega s filozofskimi ideali evropskega krajinskega slikarstva – nekakšno posvetno vero v duhovne koristi, ki jih je mogoče pridobiti z opazovanjem naravne lepote. Nekateri poznejši umetniki šole reke Hudson, kot je Albert Bierstadt, so ustvarili manj tolažilna dela, ki so bolj poudarjala (z veliko romantičnega pretiravanja) surovo, celo grozljivo moč narave. Frederic Edwin Church, Coleov učenec, je združil ideje svojih sodobnikov z idejami evropskih starih mojstrov ter spisi Johna Ruskina in Alexandra von Humboldta ter postal najpomembnejši ameriški krajinski slikar stoletja. Najboljše primere kanadske krajinske umetnosti najdemo v delih Skupine sedmih, ki je bila vidna v 1920-ih.
Čeprav so bili v obdobju po prvi svetovni vojni zagotovo manj dominantni, so mnogi pomembni umetniki še vedno slikali krajine v najrazličnejših slogih, kot so Edvard Munch, Georgia O'Keeffe, Charles E. Burchfield, Neil Welliver, Alex Katz, Milton Avery, Peter Doig, Andrew Wyeth, David Hockney in Sidney Nolan.

## Galerija
- ohn Constable, 1821, Voziček za seno. Zgodnji romanticizem
- Joseph Mallord William Turner, Park pri hiši Petworth, ok. 1830
- Frederic Edwin Church, Srce Andov, 1859. Cerkev je bila del ameriške šole Hudson River
- Ivan Aivazovski, 1863, Kavkaz. Pozni romanticizem
- Jean-Baptiste-Camille Corot, Ville d'Avray ok. 1867, Narodna galerija umetnosti, Washington, DC. Barbizonska šola
- Camille Pissarro, postaja Lordship Lane, East Dulwich, London, Anglija, ok. 1870. Impresionizem
- Paul Cézanne, Mont Sainte-Victoire, 1882–1885, Metropolitanski muzej umetnosti. Postimpresionizem
- Vincent van Gogh, Zvezdna noč, 1889, Muzej moderne umetnosti, New York. Postimpresionizem
- Claude Monet, Rokava Sene blizu Givernyja, 1897. Impresionisti so pogosto, čeprav nikakor ne vedno, slikali na prostem.
- Ivan Šiškin, Dež v hrastovem gozdu, 1891, Tretjakovska galerija. Peredvižniki
- Isaac Levitan, Nad večnim mirom, 1894
- Henry Bates Joel, Škotsko višavje, 1890-ta; poznoromantična stilizirana interpretacija narave, značilna za viktorijansko slikarstvo
- Dajanje navodil, George Willis-Pryce
- Stanisław Masłowski, poljski krajinski slikar - Vzhod lune, 1884, olje na platnu, Narodni muzej, Krakov, oddelek muzeja Sukiennice
- Stanisław Masłowski, Łubin – Droga polna (Lupin – Kolovoz), akvarel, 1909 (Narodni muzej v Varšavi)

### Vzhodnoazijska tradicija

#### Kitajska
Krajinsko slikarstvo je bilo poimenovano »največji prispevek Kitajske k svetovni umetnosti« in svoj poseben značaj dolguje taoistični tradiciji v kitajski kulturi. William Watson ugotavlja, da »je bilo rečeno, da vloga krajinske umetnosti v kitajskem slikarstvu ustreza vlogi golega telesa na zahodu, kot teme, ki je sama po sebi nespremenljiva, a je postala nosilec neskončnih odtenkov vizije in čutenja«.
Od dinastije Han naprej obstajajo vse bolj dovršena krajinska ozadja, ki upodabljajo motive lova, kmetovanja ali živali, z ohranjenimi primeri večinoma v kamnitih ali glinenih reliefih iz grobnic, za katere se domneva, da sledijo prevladujočim slogom v slikarstvu, nedvomno ne da bi ujeli polni učinek originalnih slik. Natančen status kasnejših kopij cenjenih del znanih slikarjev (mnogi od njih so zabeleženi v literaturi) pred 10. stoletjem ni jasen. En primer je znana slika iz 8. stoletja iz cesarske zbirke z naslovom Cesar Ming Huang potuje po Šu. Prikazuje spremstvo, ki se pelje skozi vrtoglave gore, značilne za poznejše slike, vendar je v polnih barvah, »kar ustvarja celoten vzorec, ki je skoraj perzijski«, v tem, kar je bil očitno priljubljen in moden dvorni slog.
Odločen premik k enobarvnemu krajinskemu slogu, skoraj brez figur, se pripisuje Wang Weiju (699–759), znanemu tudi kot pesniku; večinoma so ohranjene le kopije njegovih del. Od 10. stoletja naprej se ohranja vse več originalnih slik, najboljša dela južne šole dinastije Song (960–1279) pa ostajajo med najbolj cenjenimi v neprekinjeni tradiciji, ki se nadaljuje do danes. Kitajska konvencija je cenila slike amaterskega učenjaka-gospoda, pogosto tudi pesnika, pred slikami profesionalcev, čeprav je bila situacija bolj zapletena. Če vključujejo kakšne figure, so to zelo pogosto takšne osebe ali modreci, ki premišljujejo o gorah. Znana dela so nabrala številne rdeče »pečate cenjenja« in pogosto pesmi, ki so jih dodali poznejši lastniki – cesar Čjanlong (1711–1799) je bil plodovit seštevalec lastnih pesmi, ki je sledil prejšnjim cesarjem.
Tradicija šan šui ni bila nikoli namenjena predstavljanju dejanskih lokacij, tudi če so bile poimenovane po njih, kot v konvenciji osmih pogledov. Drugačen slog, ki so ga ustvarile delavnice profesionalnih dvornih umetnikov, je slikal uradne poglede na cesarske oglede in slovesnosti, s poudarkom na zelo podrobnih prizorih gneče mest in velikih ceremonij z visokega zornega kota. Ti so bili naslikani na zvitkih ogromne dolžine v svetlih barvah (primer spodaj).
Kitajsko kiparstvo dosega tudi težaven podvig ustvarjanja učinkovitih krajin v treh dimenzijah. Obstaja dolga tradicija cenjenja kamnov za ogled – naravno oblikovanih skal, običajno apnenca z bregov gorskih rek, ki je bil erodiran v fantastične oblike, so prevažali na dvorišča in vrtove literatov. Verjetno je s tem povezana tradicija klesanja veliko manjših skal iz žada ali kakšnega drugega poldragega kamna v obliko gore, vključno z drobnimi figurami menihov ali modrecev. Kitajski vrtovi so razvili tudi zelo prefinjeno estetiko veliko prej kot tisti na Zahodu; karensansui ali japonski suhi vrt zen budizma vrt še bolj približa kiparskemu delu, saj predstavlja zelo abstraktno pokrajino.
- Li Cheng (kitajščina: 李成; pinjin: Lǐ Chéng; Wade–Giles: Li Ch'eng; 919–967), Bujni gozd med oddaljenimi vrhovi, detajl, Pokrajinski muzej Liaoning, Kitajska, 10. stoletje
- Fan Kuan (kitajščina: 范寬; pinjin: Fàn Kuān; Wade–Giles: Fan K'uan, ok. 960 – ok. 1030), Popotniki med gorami in potoki (谿山行旅), črnilo in rahla barva na svili, dimenzije 6¾ čevljev x 2½ čevljev. 11. stoletje, Kitajska.[42] National Palace Museum, Taipei
- Detajl z ročnega zvitka Čisti in oddaljeni pogled na potoke in gore, enega najpomembnejših del Xia Guija, Kitajska, 13. stoletje
- Li Kan, Bambusi in skale, ok. 1300 n. št., Kitajska
- Tao Chi, konec 17. stoletja na Kitajskem
- Tang Yin, Ribič jeseni, 1523 n. št., Kitajska
- Cai Han in Jin Xiaozhu, Jesensko cvetje in beli fazani, 17. stoletje, Kitajska.
- Shitao, Borov paviljon blizu izvira, 1675, zbirka Šanghajskega muzeja, 17. stoletje, Kitajska.

#### Japonska
Japonska umetnost je sprva prilagodila kitajske sloge, da bi odražala svoje zanimanje za pripovedne teme v umetnosti, pri čemer so se prizori, postavljeni v krajine, mešali s tistimi, ki prikazujejo palačne ali mestne prizore z istega visokega zornega kota, pri čemer so bile po potrebi odrezane strehe. To se je pojavilo v zelo dolgih zvitkih jamato-e, ki so ilustrirali Zgodbo o Gendžiju in druge teme, večinoma iz 12. in 13. stoletja. Koncept amaterskega slikarja ni imel veliko odmeva v fevdalni Japonski, kjer so bili umetniki na splošno profesionalci z močno vezjo do svojega mojstra in njegove šole, ne pa klasični umetniki iz daljne preteklosti, iz katerih so kitajski slikarji običajno črpali navdih. Slikanje je bilo sprva v celoti obarvano, pogosto tako živo, in krajina nikoli ne preobremeni figur, ki so pogosto precej prevelike.
Prizor iz Biografije duhovnika Ippena, ki je prikazan spodaj, je z zvitka, ki v celoti meri 37,8 cm × 802,0 cm, in je le eden od dvanajstih zvitkov, ki prikazujejo življenje budističnega meniha; tako kot njihovi zahodni kolegi so tudi samostani in templji naročili veliko takšnih del, ki so imela več možnosti za preživetje kot dvorni ekvivalenti. Še redkejše so ohranjene krajinske zložljive zavese bjōbu in viseče zvitke, ki so očitno pogosti v dvornih krogih – Zgodba o Gendžiju ima epizodo, v kateri člani dvora iz svojih zbirk izdelajo najboljše slike za natečaj. Te so bile bližje kitajskemu šan šuiju, vendar še vedno v celoti pobarvane.
Od 15. stoletja naprej se je ohranilo veliko več čistih krajinskih motivov; več ključnih umetnikov je zen budističnih duhovnikov in je delalo v enobarvnem slogu z večjim poudarkom na potezah čopiča na kitajski način. Nekatere šole so sprejele manj prefinjen slog, z manjšimi pogledi, ki dajejo večji poudarek ospredju. Vrsta podobe, ki je bila trajno privlačna za japonske umetnike in se je imenovala japonski slog, je bila pravzaprav prvič najdena na Kitajskem. To združuje eno ali več velikih ptic, živali ali dreves v ospredju, običajno na eni strani v horizontalni kompoziciji, s širšo pokrajino za njim, ki pogosto pokriva le dele ozadja. Kasnejše različice tega sloga so se pogosto povsem odpovedale pokrajinski ozadji.
Slog ukijo-e, ki se je razvil od 16. stoletja naprej, najprej v slikarstvu in nato v barvnih lesorezih, ki so bili poceni in široko dostopni, se je sprva osredotočal na človeške figure, posamično in v skupinah. Toda od konca 18. stoletja se je krajinski ukijo-e pod Hokusaijem in Hirošigejem razvil in postal najbolj znana vrsta japonske krajinske umetnosti.
- Tenshō Shūbun, zen budistični menih, zgodnja osebnost pri oživljanju kitajskih slogov na Japonskem. Branje v bambusovem nasadu, 1446, Japonska
- Kanō Masanobu, ustanovitelj šole Kanō v 15. stoletju, ki je prevladovala v japonskem slikarstvu s čopičem do 19. stoletja, Zhou Maoshu Ceni lotose, viseči zvitek[47]
- Most pri Ubiju, znana kompozicija na platnu, ki jo najdemo v številnih različicah iz 16. ali 17. stoletja in prikazuje barvit abstraktni slog profesionalnih slikarjev.[48] Slog japonskega slikarstva jamato-e.
- Prizor iz zvitka Biografije duhovnika Ippena jamato-e, 1299

#### Perzija in Indija
Čeprav so v zgodnejši umetnosti prisotni nekateri krajinski elementi, se krajinska tradicija perzijske miniature dejansko začne v obdobju Ilkhanidov, v veliki meri pod kitajskim vplivom. Prednost imajo skalnato gorato območje, ki je prikazano polno živali in rastlin, ki so skrbno in posamično upodobljene, prav tako skalne formacije. Posebna konvencija dvignjenega zornega kota, ki se je razvila v tradiciji, zapolnjuje večino navpičnih slikovnih prostorov s pokrajino, čeprav so na nebu običajno prikazani tudi oblaki, prikazani v zavihanem slogu, ki izhaja iz kitajske umetnosti. Običajno je vse, kar se vidi, precej blizu gledalcu in malo je oddaljenih pogledov. Običajno vse krajinske slike prikazujejo pripovedne prizore s figurami, vendar je v albumih nekaj narisanih čistih krajinskih prizorov.
Hindujsko slikarstvo je imelo dolge prizore sredi bujnega rastlinja, kot so zahtevale številne upodobljene zgodbe. 
Mogulsko slikarstvo je to združevalo s perzijskim slogom, v miniaturah kraljevih lovov pa je pogosto upodabljalo široke pokrajine. Priljubljeni so prizori, postavljeni med monsunskim deževjem, s temnimi oblaki in bliski strel. Kasneje je očiten vpliv evropskih grafik.
- Perzijski junak Rustam spi, medtem ko njegov konj Rakhš brani leva. Verjetno zgodnje delo sultana Mohameda, 1515–20
- Praznik Sada, folio 22v iz Šahname Šaha Tahmaspa, sultan Mohamed, ok. 1525
- ++Husrav odkrije Širin, ki se kopa v bazenu++, njegov najljubši prizor, tukaj iz leta 1548. Črni curek je srebro, ki je oksidiralo.
- Sudama se prikloni ob pogledu na Krišnovo zlato palačo v Dwarki. ok. 1775–1790, slika Pahari.
- Lov na leve mogulskega cesarja Džahangirja, ok. 1615, v perzijski pokrajini
- Džahangir lovi s sokolom v zahodnem podeželskem slogu
- Gopije prosijo Krišno, naj jim vrne oblačila, 1560-ta leta

## Tehnike
Večina zgodnjih pokrajin je očitno namišljenih, čeprav so mestni pogledi že od samega začetka očitno namenjeni predstavljanju dejanskih mest, z različnimi stopnjami natančnosti. Za simulacijo naključnosti naravnih oblik v izmišljenih kompozicijah so bile uporabljene različne tehnike: srednjeveški nasvet Cennina Cenninija, da se iz majhnih, grobih skal kopirajo raztrgane pečine, sta očitno upoštevala tako Poussin kot Thomas Gainsborough, medtem ko je Degas kopiral oblike oblakov iz zmečkanega robčka, ki ga je držal proti svetlobi. Sistem Alexandra Cozensa je uporabljal naključne madeže črnila, da je dal osnovno obliko izmišljene pokrajine, ki jo je umetnik nato izpopolnil.
Prepoznaven pogled v ozadju čez Ženevsko jezero do vrha Le Môle v delu Čudežni ulov rib Konrada Witza (1444) se pogosto navaja kot prva zahodna podeželska pokrajina, ki prikazuje določen prizor. Dürerjeve krajinske študije jasno predstavljajo dejanske prizore, ki jih je v mnogih primerih mogoče prepoznati, in so bili vsaj delno narejeni na kraju samem; risbe Fra Bartolomeja se prav tako zdijo jasno skicirane iz narave. Dürerjeva dokončana dela se na splošno zdijo izmišljena, čeprav spektakularen pogled iz ptičje perspektive na njegovi grafiki Nemesis prikazuje dejanski pogled v Alpah z dodatnimi elementi. Znanih je več krajinskih umetnikov, ki so ustvarjali risbe in akvarele iz narave, vendar so dokazi o zgodnjem slikanju z oljnimi barvami na prostem omejeni. Prerafaelitska bratovščina si je v tej smeri še posebej prizadevala, vendar se je slikanje na prostem razširilo šele z uvedbo že pripravljenih oljnih barv v tubah v 1870-ih, ki jim je sledilo prenosno slikarsko stojalo.
Zavesa gora na ozadju pokrajine je standardna v širokih rimskih pogledih in še bolj v kitajskih pokrajinah. V zgodnjih delih v obeh tradicijah je nebu namenjenega relativno malo prostora; Kitajci so pogosto uporabljali meglo ali oblake med gorami in včasih prikazujejo oblake na nebu veliko prej kot zahodni umetniki, ki so sprva oblake uporabljali predvsem kot oporo ali pokrov za božanske figure ali nebesa. Tako slike na ploščah kot miniature v rokopisih so običajno imele vzorčasto ali zlato 'nebo' oziroma ozadje nad obzorjem do približno leta 1400, vendar so freske Giotta in drugih italijanskih umetnikov že dolgo prikazovale preprosto modro nebo. Edini ohranjeni oltarni nastop Melchiorja Broederlama, dokončan za Champmol leta 1399, ima zlato nebo, v katerem ne živijo le Bog in angeli, temveč tudi leteča ptica. Obalni prizor v Torino-Milanskih urah ima nebo oblačno s skrbno opazovanimi oblaki. V lesorezih lahko velik prazen prostor povzroči, da se papir med tiskanjem upogne, zato Dürer in drugi umetniki pogosto vključujejo oblake ali vijugaste črte, ki predstavljajo ptice, da bi se temu izognili.
V monokromatski kitajski tradiciji se črnilo na svili ali papirju uporablja že od samega začetka, s poudarkom na posameznih potezah čopiča, s katerimi se definirajo ts'uni ali 'gube' na gorskih pobočjih in druge značilnosti pokrajine. Zahodni akvarel je bolj tonalen medij, tudi z vidnimi podrisi.

## Sorodne krajine
Tradicionalno krajinska umetnost prikazuje površino Zemlje, obstajajo pa tudi druge vrste krajin, kot so lunine krajine.
- Nebesne krajine ali oblačne krajine so upodobitve oblakov, vremenskih oblik in atmosferskih razmer
- Lunine krajine prikazujejo pokrajino lune
- Morske krajine prikazujejo oceane ali plaže
- Rečne krajine prikazujejo reke ali potoke
- Mestne krajine ali mestne krajine prikazujejo mesta (urbane krajine)
- Bojni prizori so del vojaškega slikarstva, ki pri upodabljanju bitke od daleč umešča v pokrajino, morsko ali celo mestno pokrajino
- Trdne krajine so tlakovane po območjih, kot so ulice in pločniki, veliki poslovni kompleksi in stanovanjska naselja ter industrijska območja
- Zračne krajine prikazujejo površino ali tla od zgoraj, še posebej, kot jih vidimo z letala ali vesoljskega plovila. (Ko je gledišče neposredno nad glavo, gledano navzdol, seveda ni upodobljenega obzorja ali neba.) Ta žanr se lahko kombinira z drugimi, kot so zračne oblačne krajine Georgie O'Keeffe, zračne lunine krajine Nancy Graves ali zračne mestne krajine Yvonne Jacquette. Inscape so umetniška dela, podobna krajini (običajno nadrealistična ali abstraktna), ki poskušajo prenesti psihoanalitični pogled na um kot tridimenzionalni prostor.
- Vedute je italijanski izraz za pogled in se običajno uporablja za naslikano pokrajino, pogosto mestne krajine, ki so bile pogosta tematika slikarstva 18. stoletja.
- Krajinska fotografija

- El Greco, Pogled na Toledo, ok. 1596–1600, olje na platnu, 47,75 × 42,75 cm, Metropolitanski muzej umetnosti, New York, je ena od dveh ohranjenih krajin Toleda, ki jih je naslikal. Agresivno ravnanje s sliko na nebu je predhodnica ekspresionizma 20. stoletja.
- Arhip Kuindzhi, Mesečina noč' na Dnepru, 1882
- Czeslaw Znamierowski, Zelena jezera, 1955, ZSSR (Litva), socialistični realizem.